# کیم هیون (بازیکن فوتبال)
کیم هیون (کره‌ای: 김현؛ ۳ مهٔ ۱۹۹۳) بازیکن فوتبال اهل کره جنوبی است که در پست مهاجم برای باشگاه فوتبال سوون در کی لیگ بازی کرده‌است.
از باشگاه‌هایی که در آن بازی کرده‌است می‌توان به باشگاه فوتبال چونبوک هیوندای موتورز، باشگاه فوتبال ججو یونایتد، و باشگاه فوتبال سئونگنام اشاره کرد.
وی همچنین در تیم‌های ملی فوتبال زیر ۲۰ سال کره جنوبی و زیر ۲۳ سال کره جنوبی بازی کرده‌است.

## افتخارات
زیر ۲۰ سال کره جنوبی
- مسابقات فوتبال زیر ۱۹ سال آسیا: ۲۰۱۲

زیر ۲۳ سال کره جنوبی
- کینگز کاپ: ۲۰۱۵